# Steve Ignorant

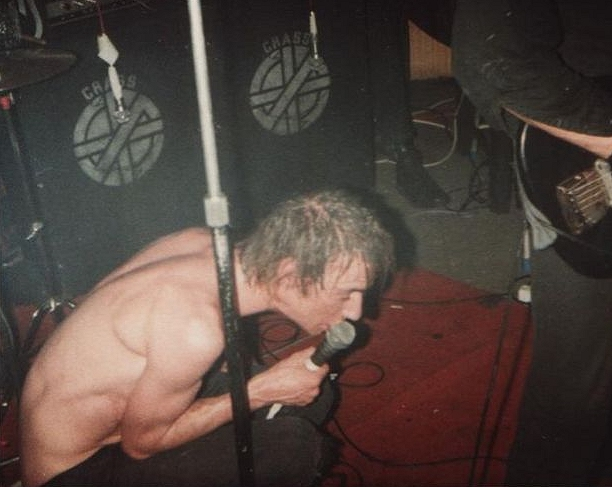
Steve Ignorant met Crass, 1981

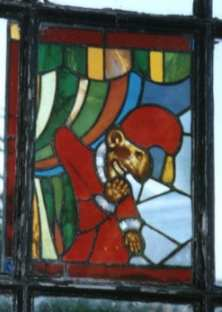
Mr Punch in gebrandschilderd glas door Steve Ignorant

Steve Ignorant (echte naam: Steve Williams) (1957) is een punkzanger. Hij maakte deel uit van onder meer Crass (1977-1984), Conflict (1987-1989), Schwartzeneggar (1992-1995) en Current 93. Daarnaast was hij van 1997 tot 2000 de zanger bij liveshows van Stratford Mercenaries. Hij is ook beeldend kunstenaar.
Ignorant gebruikte soms andere pseudoniemen, als Steve Thompson, Professor Ignorant en Stephen Intelligent (Current 93).